# نادي برشلونة لهوكي الجليد
نادي برشلونة لهوكي الجليد تأسس الفريق في العام 1972، في سجل النادي 5 ألقاب دوري إسباني في اللعبة و6 لقب كأس إسبانيا.
كان اللقب الأول هو الكأس في عام 1976. في منتصف عقد الثمانينيات، تم حل الفريق الأول وترك فريق الصغار فقط. في عام 1990 عاد النادي إلى المنافسة، وبعد ذلك فاز في مسابقات الدوري والكأس في موسم 1996-1997.

## وصلات خارجية
- Official website
- Squad 2011-12